# 爱德华多·巴尔博扎
爱德华多·巴尔博扎（葡萄牙語：Eduardo Katsuhiro Barbosa，1991年11月16日—），生于雷吉斯特鲁，巴西男子柔道运动员，2019年世界柔道锦标赛混合团体铜牌得主、2021年世界柔道锦标赛混合团体铜牌得主。